# Leopoldius shansiensis
Leopoldius shansiensis är en tvåvingeart som först beskrevs av Chen 1939.  Leopoldius shansiensis ingår i släktet Leopoldius och familjen stekelflugor. Inga underarter finns listade i Catalogue of Life.